# Mistrzostwa Polski w Badmintonie 1964
1. Mistrzostwa Polski w badmintonie odbyły się w dniach 19-20 grudnia 1964 roku w Łodzi.

## Klasyfikacja medalowa
| Konkurencja:            | Złoto:                                                  | Srebro:                                               | Brąz:                                                                                                 |
| gra pojedyncza kobiet   | Teresa Masłowska (Warszawa)                             | Stanisława Suterska (Poznań)                          | Urszula Wiśniak (Łódź) Krystyna Dudzińska (Warszawa)                                                  |
| gra pojedyncza mężczyzn | Feliks Glapka (Poznań)                                  | Zbigniew Kościelniak (Łódź)                           | Bolesław Suterski (Poznań) Jerzy Chojnacki (Łódź)                                                     |
| gra podwójna kobiet     |                                                         |                                                       | |
| gra podwójna mężczyzn   | Feliks Glapka (Poznań) Marian Grys (Poznań)             | Zbigniew Kościelniak (Łódź) Jan Mendel (Łódź)         | Grzegorz Bekrycht (Łódź) Wiesław Wieczorek (Łódź) Aleksander Koczur (Kraków) Jerzy Zieliński (Kraków) |
| gra mieszana            | Bolesław Suterski (Poznań) Stanisława Suterska (Poznań) | Aleksander Koczur (Kraków) Łucja Porządnicka (Kraków) | Rudolf Ogrodzki (Warszawa) Teresa Masłowska (Warszawa) Jerzy Chojnacki (Łódź) Urszula Wiśniak (Łódź)  |